# Saraiella giuducelli
Saraiella giuducelli är en tvåvingeart som beskrevs av Vaillant 1981. Saraiella giuducelli ingår i släktet Saraiella och familjen fjärilsmyggor. Inga underarter finns listade i Catalogue of Life.